# Xã Stoney Creek, Quận Henry, Indiana
Xã Stoney Creek (tiếng Anh: Stoney Creek Township) là một xã thuộc quận Henry, tiểu bang Indiana, Hoa Kỳ. Năm 2010, dân số của xã này là 817 người.